# Foki (narciarstwo)

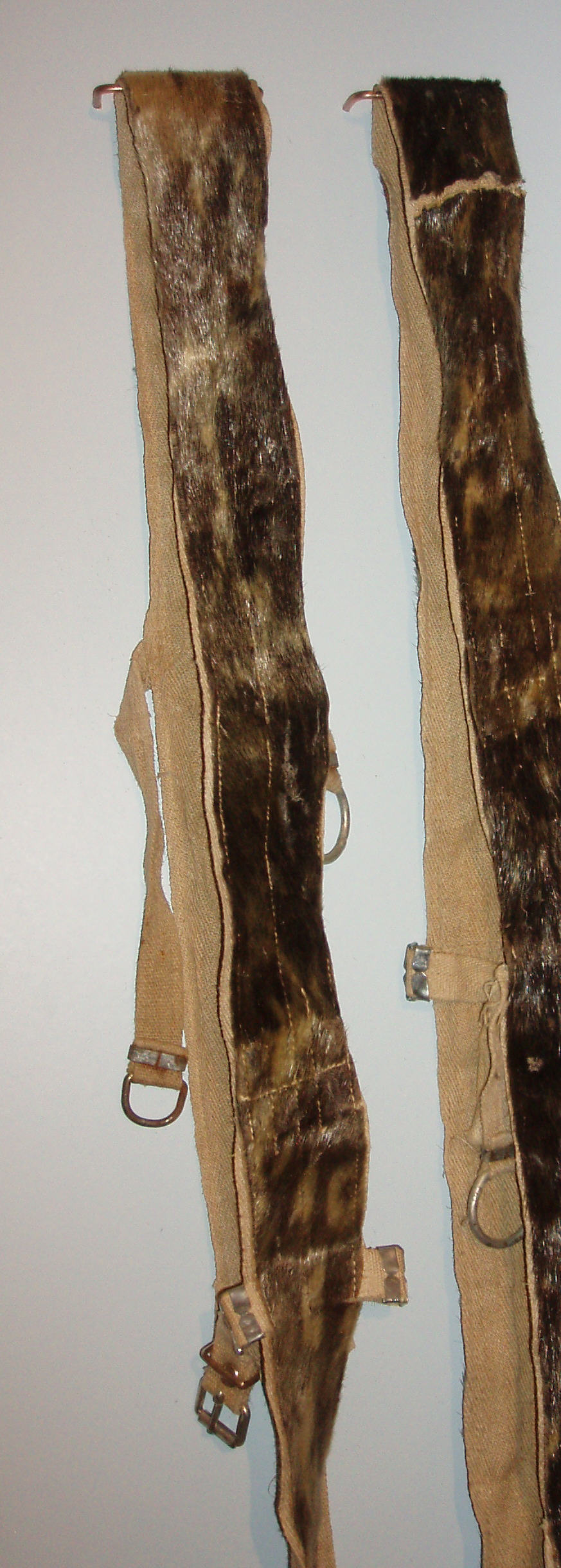
Foki, ok. 1925

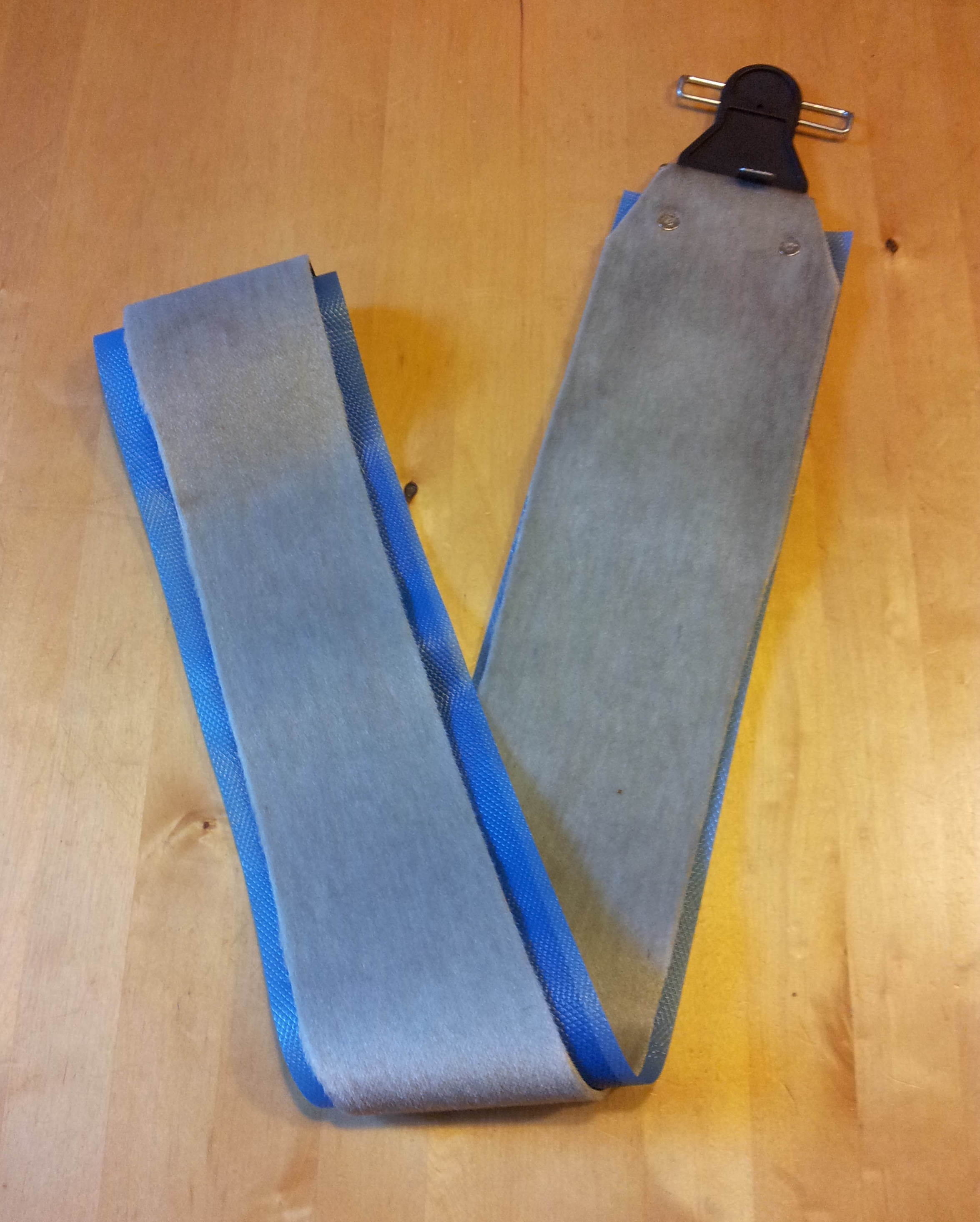
Współczesne foki

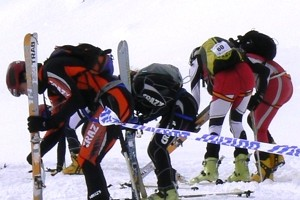
Zakładanie fok

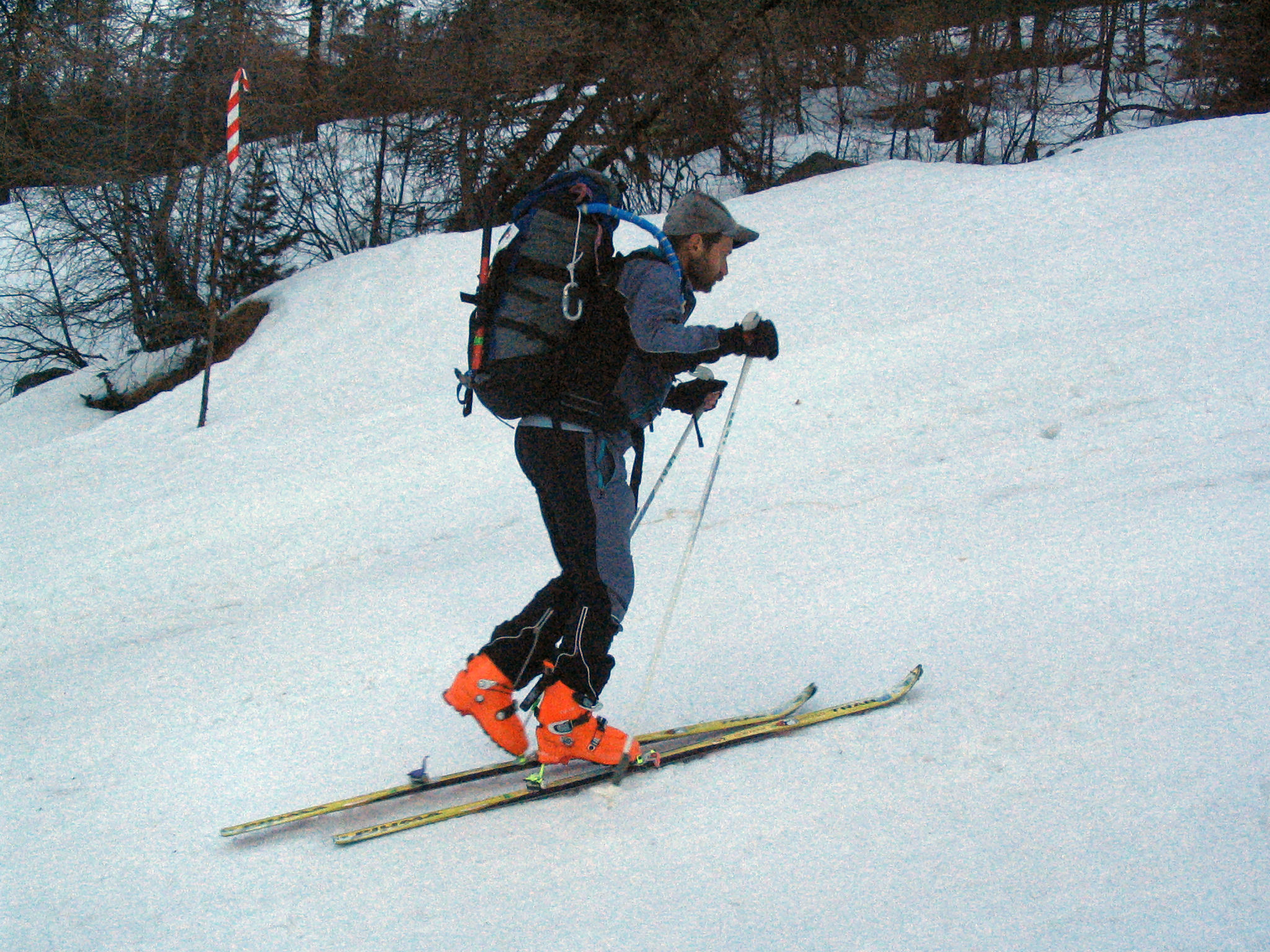
Zawodnik podchodzący na fokach w drodze z Zermattu do Verbier, w czasie zawodów skialpinistycznych Patrouille des Glaciers
2007 (widoczne są zaczepy fok na dziobach nart)

Foki – pasy tkaniny zakładane pod ślizgi (spodnie części) nart turowych, telemarkowych, przełajowych (ang. backcountry), lub też śladowych, umożliwiające podchodzenie na nartach „pod górę”.

## Podchodzenie na nartach
Podchodzenie na nartach (szczególnie w czasach, gdy wyciągi narciarskie nie istniały lub były rzadkością) zawsze sprawiało narciarzom wiele trudności. Ewolucja nart (od modeli uniwersalnych, zaopatrzonych w wiązania typu kandahar, w których pięta narciarza była w pewnym stopniu ruchoma w kierunku góra-dół, co bardzo ułatwiało chodzenie i podchodzenie pod niewielkim kątem) spowodowała wykształcenie się dwóch rodzin nart: rodziny nart nordyckich (klasycznych), w których unieruchomiony jest jedynie nosek buta narciarskiego, podczas gdy pięta jest „wolna”, oraz rodziny nart alpejskich (zjazdowych), w których cała stopa, staw skokowy i goleń są sztywno przymocowane butem i wiązaniem do narty. Osoby uprawiające skituring i skialpinizm wymagały jednak nart i wiązań umożliwiających bezpieczny zjazd (stopa usztywniona), jak i podchodzenie (pięta uwolniona, ew. podparta wyżej oraz narty nieślizgające się w tył). Narty turowe, należąc do rodziny nart alpejskich, umożliwiają podchodzenie dzięki specjalistycznym wiązaniom turowym dającym możliwość przełączanego uwalniania pięty.

## Rozwiązania umożliwiające podchodzenie na nartach
- techniki podchodzenia:
  - w związku z tym, że ślizg narty stwarza pewne niewielkie tarcie, podchodzenie pod wzniesienia o bardzo niewielkim stopniu nachylenia możliwe jest na nartach utrzymywanych równolegle do siebie, w kierunku podchodzenia
  - przy większym stopniu nachylenia konieczne jest zastosowanie techniki zwanej jodełką[1]
  - przy jeszcze większym nachyleniu narciarze stosują tzw. podchodzenie bokiem, lub schodkowanie[1], dzięki ułożeniu nart w poprzek stoku i silne krawędziowanie.
- rozwiązania konstrukcyjne nart:
  - rybia łuska (ang. fish scale) to struktura ślizgów nart, przypominająca dachówkowato ułożone łuski, umożliwiająca narcie ślizganie się do przodu, jednak stwarzająca bardzo duży opór przy próbie ślizgania się do tyłu; rozwiązania te są stosowane w amatorskich nartach (stawiają pewien opór również przy ruchu do przodu), w tym biegowych,
  - foki to pasy materiału o specyficznej strukturze, zakładane pod narty, bardzo utrudniające ruch do tyłu,
  - harszle – przy podchodzeniu pod górę na nartach na szczególnie stromych podejściach, po lodzie lub po zlodzonym/zmrożonym śniegu stosuje się urządzenia zakładane na narty na wysokości wiązania, funkcjonalnie przypominające raki pod butami wspinaczkowymi.

## Foki
Od końca XIX wieku stosowano (na wzór praktyk eskimoskich) pasy futer fok: włosie ich futer ułożone w jednym kierunku umożliwiało zastosowanie pasów futer pod nartami w celu utrudniania ześlizgiwania się nart do tyłu. Pierwsze informacje o zastosowaniu fok w Polsce pochodzą z 1908 roku.
Współcześnie stosowane są pasy z tkanin z włókien naturalnych (np. z moheru) lub sztucznych (np. z nylonu), tkanych w sposób anizotropowy.
Istnieje wiele rodzajów fok i sposobów ich przymocowywania do nart. Foki są przeważnie węższe od nart, aby nie uniemożliwiać działania krawędzi nart, ale ich długość może być równa długości nart lub krótsza niż narty (mocowane od dziobu aż za piętki wiązań). Foki pokryte są substancją adhezyjną (wprowadzoną w 1976 roku) lub są przymocowywane za pomocą klejów. Przeważnie są zahaczane o dziób narty i – jeśli mają pełną długość narty – są zahaczane również o piętkę narty.
Powinny być zakładane przed każdym wymagającym tego podejściem i zdejmowane przed każdym zjazdem, gdyż spowalniają zjazd. Foki dostępne są w wielu szerokościach: od 35 mm (do nart biegowych) do 120 mm (do nart freeride'owych).
Istnieją specjalne smary zmniejszające tarcie fok w czasie jazdy do przodu oraz utrudniające przyczepianie się do nich grudek śniegu.
Najbardziej znanymi producentami fok są: Ibex Sportartikel GmbH w Austrii (marka Kohla) i Montana Sport International AG w Szwajcarii (marka Montana).